# Mehmetli, Sumbas
Mehmetli là một xã thuộc huyện Sumbas, tỉnh Osmaniye, Thổ Nhĩ Kỳ. Dân số thời điểm năm 2010 là 1524 người.